# Burzum (Demo I)
Burzum (Demo I) es la primera demo y el primer disco en general de la banda noruega Burzum. Fue creado por Varg Vikernes en 1991. 
Se sabe bastante poco acerca de esta demo.
La portada es una foto en blanco y negro de bastante mala calidad, en ella aparece la Iglesia de madera de Fortun destruida tras el incendio con la cruz de Tjora en el centro. Varg Vikernes fue el principal sospechoso de aquel incendio. La calidad de sonido en esa demo es bastante mala y no tiene voces.

## Lista de canciones
Todas las canciones escritas y compuestas por Varg Vikernes. 
| N.º | Título                                         | Traducción                                         | Duración |  |
| 1.  | «Lost Wisdom»                                  | Sabiduría Perdida                                  | 4:43     |  |
| 2.  | «Spell Of Destruction»                         | Hechizo De Destrucción                             | 4:50     |  |
| 3.  | «Channeling The Power Of Souls Into A New God» | Canalizando El Poder De Las Almas En Un Nuevo Dios | 3:54     |  |

- Datos: Q1766882